# Pablo Mieres
Pablo Mieres ili punim imenom Pablo Andrés Mieres Gómez  (Montevideo, 30. srpnja 1959.) urugvajski je političar, odvjetnik, doktor prava, sociolog i profesor te zastupnik u urugvajskom senatu.  Osnivač je i predsjednik urugvajske Neovisne stranke, trećeg puta između ljevičarskog Širokog fronta i Colorada te desničarske Narodne stranke.

## Životopis
Mieres je doktor pravnih i društvenih znanosti na Republičkom sveučilištu u Montevideu. Profesor je društvenih i političkih znanosti na Katoličkom sveučilištu u Saltu i Montevideu, gdje vodi diplomske i preddiplomske pripreme i tečajeve. Autor je brojnih članaka, znanstvenih radova i eseja u znanstvenim časopisima na temu odnosa politike i društva te utjecaja politike u društvu. Tijekom 1998. i 1999. bio je i dekan Fakulteta društvenih i komunikacijskih znanosti na Republičkom sveučilištu.
Političku karijeru započinje u Demokršćanskoj stranci Urugvaja 1979. godine, koja je tada bila dio tek osnovanog ljevičarskog političkog bloka Široki front. U stranci je od 1983. do 1990. obnašao tajničke i pravosudne poslove, a više puta je bio predložen i za zamjenika dopredsjednika stranke, a na izborima 1984. godine bio je i kandidat stranke u izbornoj jedinici Departmana Montevidea.
Nakon izbora i gubljenja utjecaja u Širokom frontu, Demokršćanka stranka se izdvaja iz političke zajednice i samostalno izlazi na lokalne izbore. Zbog izbora 1989. godine, za Hector Lescano je ponovno izabran za tajnika stranke, te je Mieres dobio ulogu stranačnog savjetnika na poljima novčarstva, prava i odnosa s javnošću. Nakon opčih izbora u Urugvaju 1994. dotadašnji tajnik stranke Lescano prelazi u stranku Colorado, te Demokršćanska stranka ponovno postaje dio Širokog fronta, kojem je utjecaj počeo znatno rasti. Odlskom Lescana, Mieres postaje tajnik i obnaša visoke dužnosti u stranci, iako je pomalo bio nezadovoljan priklanjanjem ljevičarskoj ideologiji i jačanju socijaldemokracije.
Tijekom 1995. i 1996. bio je ravnatelj ustanove Ministarstva obrazovanja, prosvjete i kulture te jedan od ministrovih savjetnika. Iste godine ga vođa stranke Rafael Michelini ponovno predlaže kao prvog kandidata na izbornoj listi u Departmanu Montevideo te kandidatom za zamjenika gradonačelnika Montevidea. Zahvaljujući pobjedi političkog saveza okupljenog oko Širokog fronta, Mieres je nakon općih urugvajskih izbora 1999. postao zastupnik u Urugvajskom parlamentu. Od 2000. do 2005. bio je predstavnik grada i departmana Montevidea u Parlamentu.
Nakon nemogućnosti daljnjeg napredovanja u stranci, 2003. odlazi iz s malim krugom istomišljenika i pravnika Demokršćanske stranke i osniva Neovisnu stranku.

## Vanjske poveznice
- (šp.) Youtube: Pablo Mieres - predstavljanje programa Neovisne stranke 2015. - 2020., pristupljeno 22. ožujka 2014.
- (šp.) partidoindependiente.org - Službene stranice Neovisne stranke  Arhivirana inačica izvorne stranice od 5. rujna 2019. (Wayback Machine)
- (engl.) (šp.) Pablo Mieres na Twitteru